# Silvio Trucco
Silvio Aníbal Trucco (Rafaela, 18 de abril de 1978) es un árbitro de fútbol argentino. Dirige en la Primera División de Argentina. Fue árbitro internacional entre 2013 y 2019. Está afiliado a la UADA, donde ocupa un cargo directivo. Su hermana, Gisela, también se desempeña como árbitro.

## Arbitraje
Su debut fue en el año 2011, dirigiendo el partido entre Newell's Old Boys y Godoy Cruz, con victoria para los de Mendoza por 3 a 1.  
Uno de sus encuentros más polémicos, fue cuando se le asignó dirigir el encuentro de ida del Superclásico del fútbol argentino por la Copa Sudamericana 2014. Fue un encuentro cargado de infracciones por parte de River Plate que terminó con 7 jugadores amonestados y varios de ellos que debieron haber visto la tarjeta roja. Ese fue el debut de Trucco en Superclásicos.
En el Campeonato de Primera División 2015 tuvo otra polémica actuación en el encuentro que protagonizaron Godoy Cruz y San Lorenzo en el que expulsó polémicamente al jugador Matías Caruzzo y debió haber anulado el gol de la visita por una clara posición adelantada de Néstor Ortigoza.